# Лиридон Љатифи
Лиридон Љатифи (енгл. Liridon Latifi; Приштина, 6. фебруар 1994) албански је фудбалер. Игра на позицији везног играча, а тренутно наступа за Влазнију Скадар и репрезентацију Албаније.